# Universitatea de Medicină și Farmacie din Craiova
Universitatea de Medicină și Farmacie din Craiova (română Universitatea de Medicină și Farmacie din Craiova sau UMF Craiova) este singura de acest gen din regiunea Oltenia. Aceasta a fost înființată în anul 1970 în cadrul Universității din Craiova conform H.C.M. nr. 59 din 5 februarie 1970.

## Facultăți
- Facultatea de Medicină
- Facultatea de Medicină Dentară
- Facultatea de Farmacie
- Facultatea de Moașe și Asistență Medicală